# 潛社
潛社是国立中央大学（今南京大学）師生的人文活動學社，「潛」取「潛心學術」之意，寄含了古典文人的創作心境和交遊生活方式。
潛社初於民國13年春由吳梅與學生在南京組織成立。「潛社」每一月或兩月一聚，在遊玩飲酒中填詞譜曲。在東大時期，學生成員有趙萬里、陸維釗、孫雨霆、王起、王玉章、袁鴻壽、唐圭璋、張世祿、葉光球、龔慕蘭、周惠專、濮舜卿等人。國立東南大學改為國立中央大學（後又改名南京大學）之後，學生成員有王起、唐廉、盧炳普、常任俠、張惠衣等人。吳梅早期領銜詞曲，後改領銜南北曲，汪辟疆、汪旭初領銜填詞。
潛社有規條三：「一、不標榜；二、不逃課；三、潛修為主。」

## 人物
- 吳梅
- 汪辟疆
- 汪旭初
- 盧前
- 唐圭璋
- 王季思
- 段熙仲
- 沈祖棻
- 周法高

## 印行刊物
- 《潛社詞刊》
- 《潛社曲刊》

## 相關
- 如社
- 禊社
- 南社